# لنز المپوس ام. زویکو دیجیتال ئی‌دی ۱۴–۴۲میلی‌متر اف/۳٫۵–۵٫۶ ۲آر ام‌اس‌سی
لنز المپوس ام.زویکو دیجیتال ئی‌دی ۱۴-۴۲میلی‌متر اف/۳٫۵-۵٫۶ ۲آر ام‌اس‌سی (به انگلیسی: Olympus M.Zuiko Digital ED 14-42mm f/3.5-5.6 IIR MSC lens) نام لنز دوربین عکاسی از نوع زوم است که توسط شرکت المپوس تولید می‌شود. فاصلهٔ کانونی این لنز ۱۴ تا ۴۲ میلی‌متر و ضریب اف آن اف ۳٫۵ تا ۵٫۶ است. این لنز در ۲۰۱۰ میلادی تولید و عرضه شده‌است.